# Dzierżanowo-Osada
Dzierżanowo-Osada (prononciation : [d͡ʑerʐaˈnɔvɔ ɔˈsada]) est une localité polonaise de la gmina de Mała Wieś dans le powiat de Płock de la voïvodie de Mazovie dans le centre-est de la Pologne.
Le village compte approximativement une population de 142 habitants en 2013.

## Histoire
De 1975 à 1998, le village appartenait administrativement à la voïvodie de Płock.